# Марія Сепеш
Марія Сепеш (угор. Mária Szepes; 14 грудня 1908, Будапешт — 3 вересня 2007, там же) — угорська письменниця, автор творів для дітей та науково-фантастичних творів, акторка, сценарист. Марія Сепеш захоплювалась герметичним вченням з 1941 року. У творчості використовувала псевдоніми Марія Попір (Mária Papir) або Марія Орші (Mária Orsi).

## Життєпис
Марія Сепеш народилася у 1908 році в угорській театральній родині. Батько, Шандор Попір (угор. Sándor Papir) —відомий актор у Будапешті; мати, Марія Крониймер (угор. Mária Kronémer) була співачкою і актрисою. Її батьки та брат були «братами і сестрами в дусі» (нім. Geschwister im Geiste), так само, як і вона визнавала лише духовну спорідненість: «Все інше просто досвід, прихильність, рішення — карма (нім. Alles andere ist nur Erfahrung, Bindung, Lösung — Karma)». 1911 року, коли Марії було три роки, помер батько. Її дитинство та юність перебували під впливом режисера Бийло Болоґ (угор.Béla Balogh), з яким мати одружилась 1915 року.
Після закінчення середньої школи, вивчала історію літератури, мистецтвознавство й біологію; пізніше релігієзнавство і психологію. У період з 1916 по 1933 рр. Марія Сепеш активно знімалась у кіно як Магда Попір. 1931 року, через рік після одруження з Бийлом Сепешем, вона переїхала з Будапешту до Берліну. Їх шлюб тривав 56 років.
У Берліні працювала журналістом у німецькій газеті B.Z. am Mittag. 1933 року подружжя залишило Німеччину та повернулося до Будапешта. Там вона продовжила свою літературну діяльність і почала працювати над створенням сценаріїв до фільмів (під псевдонімом Марія Орші). З 1941 року Марія Сепеш була позаштатним письменником у галузі герметичної філософії. Її перший роман «Червоний лев» (угор. A Vörös Oroszlán, нім. Der Rote Löwe) був написаний під час Другої світової війни і став світовим бестселером езотеричної літератури.

## Літературна діяльність

### Вибрані твори
- В гонитві за червоним левом (угор. A Vörös Oroszlán) —1946, науково-фантастичний роман, як Марія Орші; нове видання 1984 року як Марія Сепеш
  - Видання німецькою мовою:
    - Der Rote Löwe. Мюнхен 1984, ISBN 3-453-30985-5.
    - Der rote Löwe: Roman der Esoterik im Abendland. Берлін, 2000, ISBN 3-85681-430-2.
    - Der rote Löwe. Мюнхен, 2004, ISBN 3-492-28543-0.
- Живі статуї Сураяни (угор. Surayana élő szobrai) —1971
  - Видання німецькою мовою:
    - Die lebenden Statuen von Surayana. Мюнхен, 1998, ISBN 3-453-14031-1.
- Скляні двері в море (угор. Tükörajtó a tengerben) — 1975, науково-фантастичний роман
  - Видання німецькою мовою:
    - Spiegeltür in der See. Мюнхен 1982, ISBN 3-453-30758-5.
- Сонячний вітер (угор. Napszel) — 1983
  - Видання німецькою мовою:
    - Sonnenwind. Мюнхен, 1986, ISBN 3-453-31358-5.
- Вірус лазорію (Lezorium viruza) — 1985, оповідання
  - Видання українською мовою:
    - Вірус лазорію [Архівовано 22 червня 2019 у Wayback Machine.], «Всесвіт» № 6, 1988. З угорської переклали Сергій Фадєєв та Богдан Вірин
- Довжина хвилі не змінилася (угор. A változatlanság hullámhossza) — 1986
- Тибетський орган (угор. A Tibeti Orgona) —1987
- Чарівне дзеркало (угор. Varázstükör) — 1988, езотеричний роман
  - Видання німецькою мовою:
    - Der Zauberspiegel. Ein esoterischer Roman. Мюнхен 1988, ISBN 3-426-04187-1.
- Казкова країна Гондвани (угор. Gondwána boszorkánya) — 1993
  - Видання німецькою мовою:
    - Fairyland Gondwana. Мюнхен, 1993, ISBN 3-453-07272-3.
- Катарзіш (угор. Katarzis) — 1999
- Скульптор хмар (угор. Felhőszobrász) — 2002

Сім учнів Регуїла
Серія романів (угор. Raguel hét tanítványa / Raguel):
- Iszisz Bárkája — 1990
- Mars szekere — 1990
- Hermész útja — 1990
- Jupiter palotája — 1991
- Vénusz ösvénye — 1991
- Szaturnusz barlangja — 1991
- Phaeton fogata — 1991
  - Видання німецькою мовою:
    - Das Buch Raguel. Мюнхен, 1993
      - Книга перша: Der Berg der Adepten. Das erste Buch Raguel. ISBN 3-453-06240-X.
      - Книга друга: Weltendämmerung. Das zweite Buch Raguel. ISBN 3-453-06241-8.

### Езотеріка
- Магія повсякденного життя (угор. A mindennapi élet mágiája) —1989
- Álomszótár — 1989
- A szerelem mágiája —1990
- Pszichografológia — 1990
- Atlantiszi mágia — 1990, співавторство з Віктором Хароном
- A gyógyító öröm mágiája — 1991
- A tarot bölcsessége — 1993
- Az álom mágiája — 1994
- A smaragdtábla —1994
- Academia Occulta — 1994
- A fény mágiája — 1995
- Az áldozat mágiája — 1998
- Angyalok éneke — 1998
- Merre tartasz, ember? — 2000
- Misztériumok royyve — 2000
- Dimenzio-tarot — 2001
- Istenek tüze — 2001
- Aranykor — 2002
- A lélek anatómiája — 2002
- Lángoló időfolyó — 2002
- Csillagjóga — 2004
- Örök pillanat — 2004
- Szómágia — 2004
- A nevek mágiája — 2005
- A fény evangéliuma — 2006
- Dimenzió-таро. A sorsalakítás művészete — 2007
- Mágiák könyve — 2008

### Твори для дітей
- Pingvinkönyv — 1957/1958
- Boróka néni kincse — 1979
- Táltos Marci — 1979
- Fityfiritty — 1980
- Csillagvarázs — 1996

Маленька пані (серія дитячих книг)
- Маленька пані (угор. Pöttyös Panni) — 1953
  - Видання німецькою мовою: Pünktchen. Übersetzt von Ö. Salamon. Zeichnungen von Anna F. Győrffy. Corvina, Budapest 1956. Auch als: Pünktchen-Panni. Übersetzt von Bruno Heilig. Der Kinderbuchverlag, Berlin 1957. Auch als: Panni Pünktchen. Übersetzt von Henriette Schade-Engl. Corvina, Budapest 1978, ISBN 963-13-0556-2. Auch als: Panni Pünktchen. LeiV, Leipzig 2009, ISBN 978-3-89603-258-4.
- Маленька пані на озері Балатон (угор. Pöttyös Panni a Balatonon) — 1956
  - Видання німецькою мовою: Pünktchen-Panni am Plattensee. Der Kinderbuchverlag, Berlin 1961.
  - Видання російською мовою: Маленькая Панни на Балатоне. Детгиз, 1959
- Pöttyös Panni az óvodában — 1956
  - Видання німецькою мовою: Pünktchen-Panni im Kindergarten. Der Kinderbuchverlag, Berlin 1958. Neuausgabe: LeiV, Leipzig 2010, ISBN 978-3-89603-347-5.
- Pöttyös Panni naplója — 1959
- Pöttyös Panni és Kockás Peti naplója — 1962
- Pöttyös Panni Hetedhétországban —1973
- Szia, világ! — 1980
- Bolondos szerszámok — 1981
- Eleven képeskönyv — 1982
- Csupaszín — 1983
- Harkály anyó — 1983
- Zsákbamacska — 1983
- Rőzse néni kunyhója I — 1985
- Pöttyös Panni az idővonaton — 1989
- Furfangos szerszámok — 2000
- Rőzse néni kunyhója II — 2002
- Pöttyös Panni az iskolában — 2002
- Kedvenc meséi — 2008

### Сценарії
Як Марія Орші:
- Tomi, a megfagyott gyermek — 1936
- 300.000 pengő az uccán — 1937
- Mária két éjszakája — 1940
- Ne kérdezd ki voltam — 1941
- Ópiumkeringő — 1943

### Інші публікації
- Praxis zur Überwindung der Angst. 4 аудіо касети / mp3.

## Фільмографія
Як Магда Попір:
- Szulamit — 1916
- Az obsitos — 1917
- Hivatalnok urak — 1918
- Lengyelvér — 1920
- A megfagyott gyermek — 1918?/1921
- Leánybecsület — 1923
- Mária nővér — 1928—2029